# Elbridge Ross
Elbridge Ross   (Boston, 2 d'agost de 1909 - Saint Petersburg, 13 de novembre de 1980) va ser un jugador d'hoquei sobre gel estatunidenc que va competir durant la dècada de 1930.
El 1936 va prendre part en els Jocs Olímpics de Garmisch-Partenkirchen, on guanyà la medalla de bronze en la competició d'hoquei sobre gel.